# Nederlands Studenten Kamerkoor
Het Nederlands Studenten Kamerkoor is een amateur-kamerkoor dat is opgericht in 1975. Het koor bestaat hoofdzakelijk uit ervaren zangers die studeren aan Nederlandse universiteiten en hbo-instellingen. Het koor voert (a capella) koorwerken uit op semiprofessioneel niveau. 

## Karakteristieken
De doelstelling van het koor is om muziek op hoog niveau uit te voeren, met muziek die niet door de gangbare studentenkoren wordt uitgevoerd. Sinds de jaren '90 ligt de nadruk hierbij op het uitvoeren van hedendaagse muziek. Sindsdien wordt elk jaar dan ook een opdrachtcompositie geschreven, ingestudeerd en uitgevoerd.
Elk najaar wordt er door middel van landelijke audities een koor samengesteld uit de meest ervaren amateurzangers uit de Nederlandse studentenwereld. In een intensieve repetitieperiode in de winter van drie weekenden en een week werken zij samen aan het programma waarmee zij op tournee gaan door Nederland. Na de repetitieweek volgen er drie weekenden met concerten.

## Geschiedenis
In 1974 besloten een paar studentenkoorzangers, op voorstel van Cees Rotteveel, om in navolging van het Nederlands Studenten Orkest een landelijk studentenkamerkoor op te richten. De oprichting geschiedde in Drienelo bij de evaluatie van de interacademiale muziekdagen PAN die dat jaar in Wageningen waren gehouden; hiermee was het Nederlands Studenten KamerKoor een feit. Aanleiding voor dit voorstel was het ad-hoc-koor, dat tijdens het PAN-festival in Wageningen de opdrachtcompositie Soundpoem in Shikara-tala van David Porcelijn instudeerde.
De eerste concerttournee vond in het voorjaar van 1975 plaats, onder leiding van dirigent Cees Rotteveel, die de functie van dirigent tot in 1989 zou bekleden. Daarna volgden Daniel Reuss, Huub Kerstens, Hans Leenders, Fokko Oldenhuis en Maria van Nieukerken. Van 2013 tot en met 2018 stond het NSK onder leiding van Kurt Bikkembergs. Vanaf 2019 tot en met 2023 was Beni Csillag de dirigent.
Op 29 augustus 1978 is het project ondergebracht in de Stichting Nederlands Studenten Kamerkoor, die is ingeschreven in het register van de Kamer van Koophandel onder nummer 007227061 (RSIN)